# Brackenridgea zanguebarica
Brackenridgea zanguebarica är en tvåhjärtbladig växtart som beskrevs av Daniel Oliver. Brackenridgea zanguebarica ingår i släktet Brackenridgea och familjen Ochnaceae. Inga underarter finns listade i Catalogue of Life.